# Mydaea fuscipes
Mydaea fuscipes är en tvåvingeart som först beskrevs av Huckett 1966.  Mydaea fuscipes ingår i släktet Mydaea och familjen husflugor.
Artens utbredningsområde är Kalifornien. Inga underarter finns listade i Catalogue of Life.